# Klaus Karttunen
Pour les articles homonymes, voir Karttunen.
Klaus Karttunen, né le 12 février 1951, est un universitaire indianiste, spécialisé dans les civilisations indo-européennes et d'Asie du Sud.

## Biographie
Il est professeur d'ethnologie et d'indologie à l'université d'Helsinki en Finlande. Il a été élève du linguiste Pentti Aalto (en).
Ses recherches portent principalement sur les liens entre les cultures de l'Inde et la culture classique (indo-aryenne et gréco-romaine)  

## Ouvrages
Ci-après, les ouvrages écrits ou dirigés par Klaus Karttunnen. Celui-ci a également traduit plusieurs œuvres littéraires, soit de langues indiennes soit de l'anglais.
D'autre part, K. Karttunen est l'auteur d'un vaste projet éditorial, une base de données sur les indianistes, intitulée Persons of Indian Studies. Il a développée ce projet sur de nombreuses années (les débuts datent des années 1970). Il a élargi son dictionnaire aux chercheurs qui travaillent sur l'iranien ancien et l'iranien moyen, l'indo-européen, le tocharien et le tibétain.
- (fi)  Klaus Karttunen, Leif Färding, Kai Nieminen, Idän viisautta (« La sagesse du diable »), Éd. WSOY, 1977, 408 p.
- (fi) Lyhyt sanskritin kielioppi (« Une brève grammaire du sanskrit »), Éd. Gaudeamus, 1984, 96 p.
- (en) + (fi) From the early Days of Finnish indology. Metrical translations from the Rigveda by Otto Donner (en), The Finnish Oriental Society, coll. « Studia Orientalia » n° 55, 1984, p. 499-512. [lire en ligne (page consultée le 18 août 2024)]
- (en) India in early Greek literature, The Finnish Oriental Society, coll. « Studia Orientalia » n° 65, 1989, 283 p., rééd. 1997
- (fi) Itää etsimässä : eurooppalaisen Aasian-tutkimuksen vaiheita (« À la recherche de l'Orient : les étapes de la recherche européenne sur l'Asie »), Éd. Université d'Helsinki, 1992, 350 p.
- (fi) Huumori muinaisessa Intiassa : kolme pienoisnäytelmää (« L'humour dans l'Inde ancienne : trois courtes pièces de théâtre »), Éd. Université d'Helsinki, 2000.
- (en) + (de) + (fr) (K. K. et Petteri Koskikallio [Ed.]) Vidyārṇavavandanam : essays in honour of Asko Parpola, Éd. Finnish Oriental Society, 2001, 511 p.
- (fr) Arrien, Le voyage en Inde d'Alexandre le Grand, trad. du grec ancien Pascal Charvet, Commentaires Pascal Charvet, Fabrizia Baldissera, Klaus Karttunen, Éd. NiL, 2002
- (en) University of Helsinki, Institute for Asian and African Studies, Department of South Asian and Indo European Studies : a bibliography, Klaus Karttunen;Éd. Université d'Helsinki, 2003.
- (fi) Rigveda : valikoima muinaisintialaisia hymnejä (« Rigveda : une sélection d'hymnes indiens anciens »), Éd. Université d'Helsinki, 2003, 116 p.
- (en) History of Indological Studies, (K.K., Ed.), Delhi, Ed. Motilal Banarasidass, 2015, 264 p.
- (en) Yonas and Yavanas in Indian Literature, Finnish Oriental Society, 2015, 454 p.[3]
- (en) India and the Hellenistic World, Ed. Motilal Banarsidass, 2017 [1997], 450 p.